# المازمين الاسفل (مسورة)

تعديل مصدري - تعديل

المازمين الاسفل هي إحدى قرى عزلة شعيان بمديرية مسورة التابعة لمحافظة البيضاء، بلغ تعداد سكانها 60 نسمة حسب تعداد اليمن لعام 2004.